# Luzula johnstonii
Luzula johnstonii är en tågväxtart som beskrevs av Franz Georg Philipp Buchenau. Luzula johnstonii ingår i Frylesläktet som ingår i familjen tågväxter. IUCN kategoriserar arten globalt som otillräckligt studerad. Inga underarter finns listade i Catalogue of Life.